# 伊藤一朗
伊藤 一朗（いとう いちろう、1967年11月10日 - ）は、日本のギタリスト、作曲家、タレント、YouTuber。神奈川県横須賀市出身。神奈川県立初声高等学校（現・神奈川県立三浦初声高等学校）卒業（第一期生）。身長175cm。
Every Little Thing（以下、ELT）のメンバー。ニックネームはいっくん、持田香織からは一朗さん、いっちゃんなど。

## 経歴
高校生の頃加入したバンド『THE ACE』のギタリストとして、横須賀のどぶ板通りにあるライブハウスで活動しており、音源としては1987年にリリースされたオムニバスアルバム『HUNGRY DAYS』『HEAVY METAL FORCE IV』を残している。
ELTは当初、持田香織がソロ・デビューする予定だったが、松浦勝人の勧めにより、五十嵐充と持田の2人のユニットでデビューすることになったが、五十嵐はバンド仲間の伊藤を加えたいと松浦に申し入れ、1996年8月にELTとしてCDデビュー。
- 持田と同様、桃が好き。
- 2008年3月2日のファンイベントでは、自身にトラック1台分のチョコが送られて来たことを明かした[3]。
- 2010年2月28日の旭川公演では、ピックを観客にプレゼントしている。その時、持田からは「ぴっくん」と呼ばれた。
- hideの後輩と言われている
- 裕子という3歳年上の姉がいるが、伊藤という同姓の同級生と結婚したので姓は変わっていない。
- 18歳年下のOLの一般人女性と結婚。2012年には第1子となる長男も誕生しているが、[4]現在離婚調停中。[5]
- 声が森本レオに似ており、HEY!HEY!HEY!に出演した際は、小声でボソボソした喋りでダウンタウンに揶揄された。また、ものまねグランプリに伊藤が特別ゲストとして出演した際には、森本のものまねを披露している。

## 楽曲
- いくつかのアルバムには自身作曲のギターインストが収録されている。
- ファーストアルバム『commonplace』に収録されているシークレットトラック「Sleepy time dog」は、伊藤が作曲した楽曲の中で唯一作詞も手がけたものである。
- 2009年夏にソロとして伊藤一朗ファーストミニアルバム第一弾を発売。そのミニアルバムの中の1曲のボーカリストをニコニコ動画内でオーディションした[6]。

## ギター
- デビュー当初は、RG550、540Sなどを使用していたが、現在はキラーギターズのシグネイチャー・モデル「KG-FIDES」をメインに使用している。

## ディスコグラフィ
- DIVERSITY （2009年8月5日）ミニアルバム
オリコンチャート最高位133位、登場回数 1回
アイドリング!!!やAYUSE KOZUE、河口恭吾、ハイジ（ニコ動オーディション優勝者）などのボーカリストを迎える。

## 主な出演

### バラエティ
- 沸騰ワード10（日本テレビ） - 2017年4月より、一時期準レギュラー

### テレビドラマ
- こんにちは、女優の相楽樹です。 第3話 (2017年3月21日、テレビ東京)
- スナック女子にハイボールを（2024年4月5日 - 6月7日、中京テレビ） - モンさん 役[7]

### CM
- セガゲームス オルタンシア・サーガ -蒼の騎士団-（2015年）[8]

## 著書
- ちょっとずつ、マイペース。（2019年8月、KADOKAWA）ISBN 978-4046040473